# Apolda
Apolda är en stad i det tyska förbundslandet Thüringen och huvudort i distriktet (Landkreis) Weimarer Land. Staden, som är känd för ett klockgjuteri och framställning av stickade varor, ligger nära floden Ilm.
Samhället uppkom vid ett slott som troligtvis blev till under 900-talet. Namnet Appolde nämns 1119 för första gången i en urkund. I början av 1200-talet framställdes mynt i orten som 1289 fick stadsrättigheter. Vid slutet av 1400-talet tillhörde Apolda den sachsiska adelssläkten Wettin (sidogren Ernestiner). Under 1600-talet blev staden en del av hertigdömet Sachsen-Weimar.
1722 framställdes den första klockan i Apolda och 1911 etablerades ett företag som tillverkade klockspel för kyrkor i Europa, Asien, Afrika och Amerika. Den första manufakturen för stickning grundades redan 1593. Ortens ekonomi främjades även av järnvägslinjen som tillkom 1845/46.
Under andra världskriget bombades staden två gånger av allierade flygplan.
Friedrich Louis Dobermann introducerade 1863 på Apoldas hundmarknad en ny hundras som idag bär hans namn.

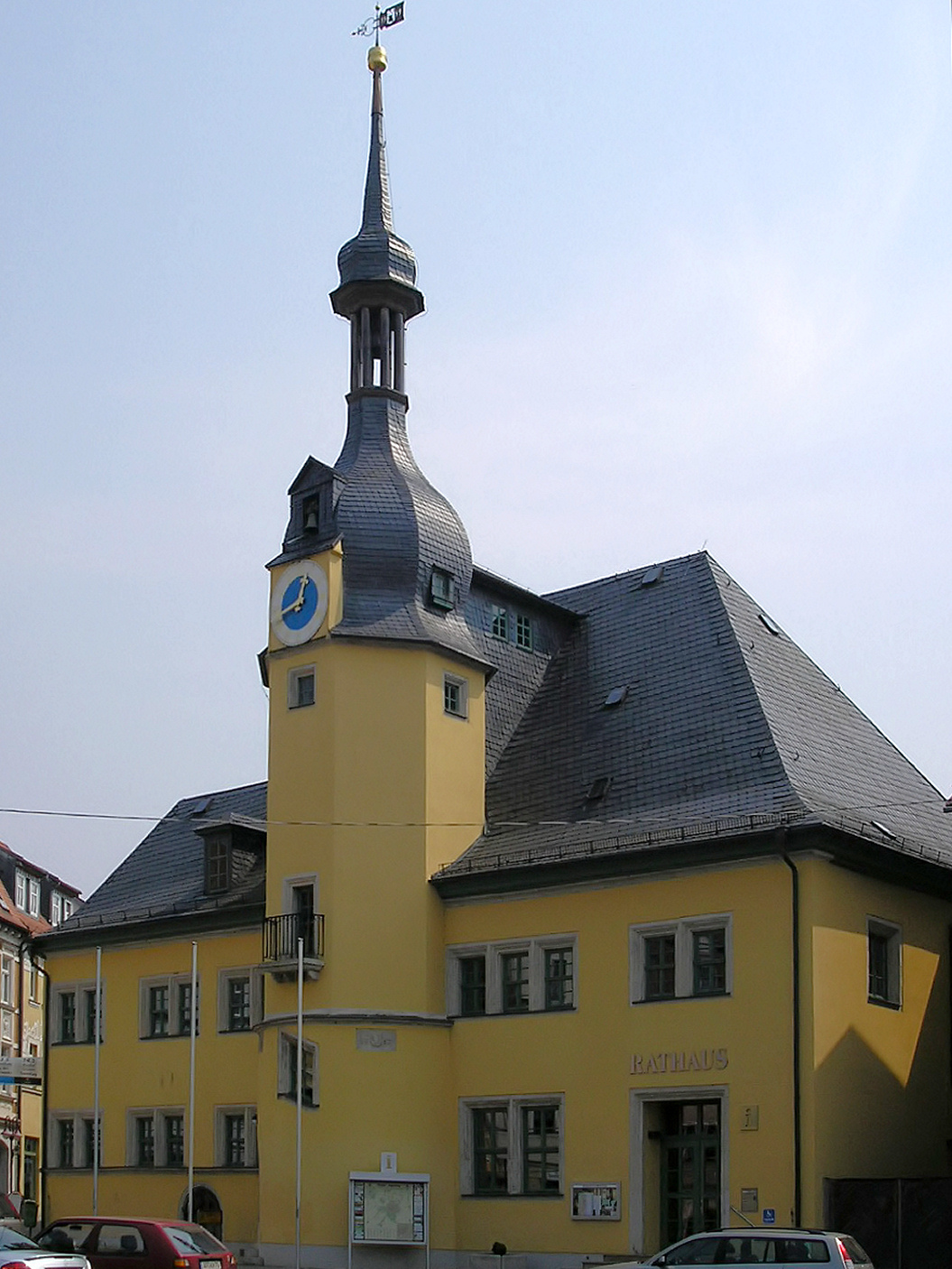
Rådhuset
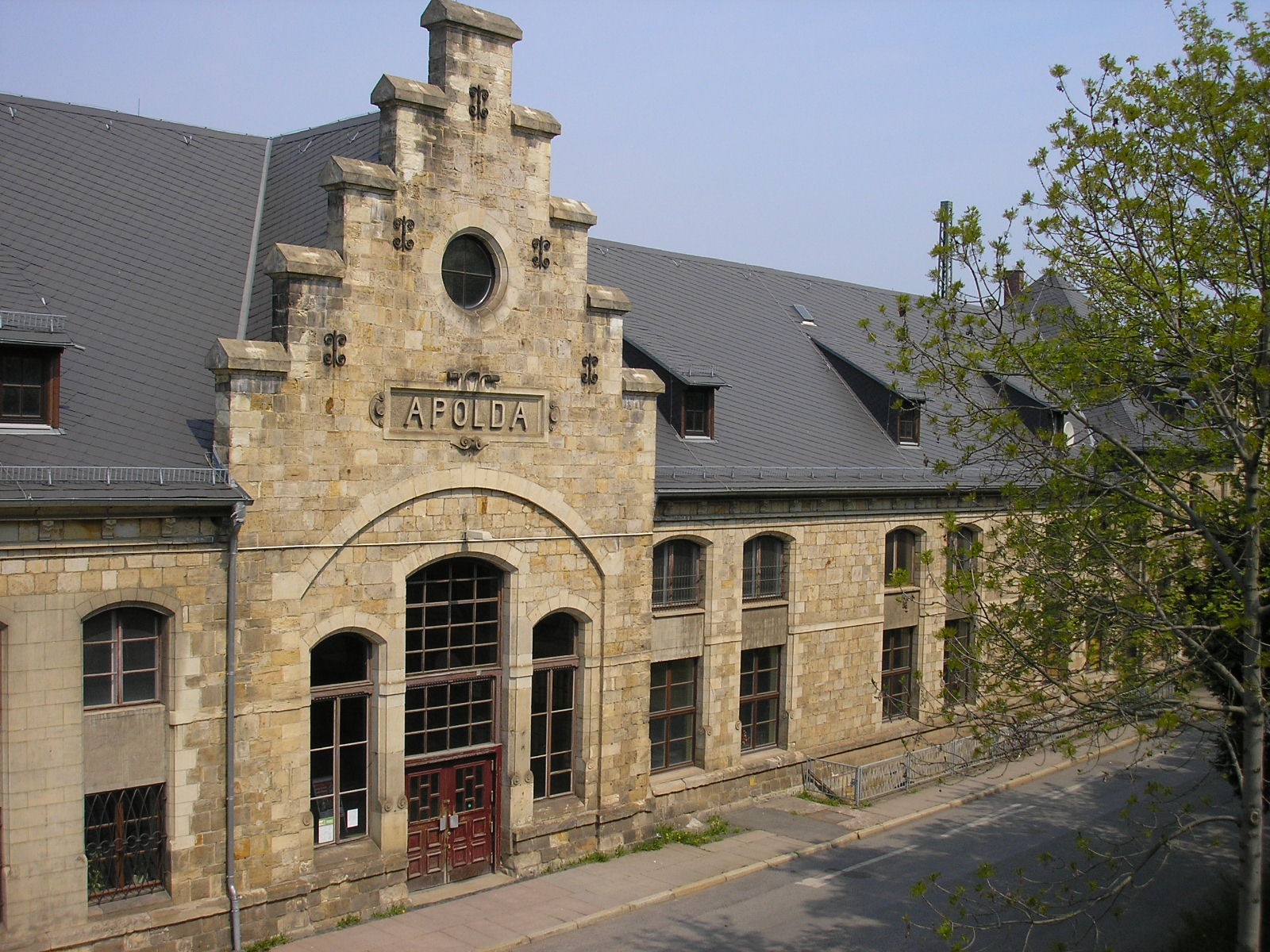
Järnvägsstationen